# Менякин, Юрий Иванович
Ю́рий Ива́нович Менякин (1925—2002) — советский архитектор. Почётный гражданин города Саратова, Заслуженный архитектор РСФСР (1975), лауреат Государственной премии РСФСР (1987), лауреат премии Госстроя СССР, член-корреспондент Российской Академии архитектуры и строительных наук, участник Великой Отечественной войны. Автор Мемориального комплекса воинам-саратовцам, погибшим на фронтах Великой Отечественной войны 1941—1945 гг. «Журавли»; главный архитектор города Саратова (1962—1987).

## Биография
Родился 17 сентября 1925 г. в ст. Ремонтная Дубовского района Ростовской области (тогда Азово-Черноморского края).
Мать — Вера Ильинична Менякина, потомственная донская казачка. Отец — Иван Иванович Менякин, во время Гражданской войны — красный казак — партизан, служил в Первой Конной Армии. Окончил Коммунистический институт в Москве, стал приват-доцентом. Преподавал историю в московских военных училищах. В 1935 году несправедливо осужден и сослан на Колыму, где 2 года отбывал срок до реабилитации. Освобожден с временным ограничениям в правах. С Колымы вернулся к жене и сыну в Ростовскую область, работал преподавателем средней школы. В послевоенные годы и до конца жизни жил в Москве, где занимался преподавательской деятельностью и работал в партийных органах.
Двоюродный дед — легендарный организатор советской кавалерии на Дону, командир кавалерийского корпуса на Южном и Юго-Восточном фронтах Борис Мокеевич Думенко.
Ю. И. Менякин в 1929—1935 гг. вместе с родителями жил в Москве. Учился в общеобразовательной и музыкальной школе — по классу игры на скрипке. После ареста отца вместе с матерью выехал из Москвы в её родную станицу на берегу реки Маныч (приток Дона) — районный центр Большая Мартыновка Ростовской области, где продолжал обучение в школе и в 1942 году окончил 9 классов. В 1940 г. вступил в комсомол.
В 17 лет добровольцем ушёл на фронт. Военную службу начал 10 декабря 1942 г. Военную присягу принял 25 декабря 1942 года. До июня 1943 г. — рядовой красноармеец в пехоте, 4-го стрелкового полка 98-й стрелковой дивизии 2-й Гвардейской Армии на Южном фронте.
В марте 1943 г. в боях за Сталинград под Мамаевым курганом получил первое легкое ранение в руку и тяжелейшее двусторонее воспаление легких. Почти три месяца находился на излечении в армейском госпитале г. Новочеркасска.
В июне 1943 г. после выздоровления направлен в Первое Краснознаменное Орджоникидзевское военное пехотное училище.
19 июня 1944 г. аттестован с возможностью использования командиром стрелкового взвода и присвоения первичного офицерского звания — младший лейтенант.
В июне 1944 г. направлен на 3-й Белорусский фронт. Служил в 63-м отдельном пехотном разведывательном отряде в 250-м стрелковом полку 83-й Гвардейской Городокской Краснознаменной ордена Суворова 2 степени стрелковой дивизии 11-й Гвардейской Армии. Был командиром стрелкового взвода, командиром взвода разведчиков, переводчиком, так как свободно владел немецким языком. Командовал взводом пешей разведки.
С апреля 1945 г. по апрель 1947 г. Ю. И. Менякин служил военным переводчиком укрепрайонов и в развед. отделе штаба 11 Гвардейской Армии в Прибалтийском военном округе.
Во время службы в армии экстерном сдал экзамены за 10-й класс школы, получил аттестат о среднем образовании. С мая 1945 г. до сентября 1947 г. заочно окончил 3 курса Московского института иностранных языков (факультет немецкого языка).
В сентябре 1947 г. поступил в Московский Архитектурный институт (МАРХИ), где учился 1947—1953 гг.
Во время обучения работал на стройках. В то время для украшения фасадов домов широко использовали лепнину, и он вместе с однокурсниками выполнял такие работы. Интерес к лепке сохранил до конца жизни.
После окончания института получил специальность — архитектор. Был направлен работать в город Сталинград.
Член Союза архитекторов СССР с 1957 года.
9 лет (1953—1962 гг.) работал в Сталинграде: руководитель группы, ГАП, руководитель планировочной мастерской.
В Саратове — с сентября 1962 года. Работал ГАП (главный архитектор проекта) в институте «Гипропромсельстрой».
23 года (1963 г. — 1986 г.) — главный архитектор г. Саратова.
26 лет (1975—2001) преподавал в Саратовском государственном техническом университете (Саратовский политехнический институт), доцент кафедры «Архитектура» — с 1979 г.
Ю. И. Менякин с января 1963 г. по 1986 г. работал начальником управления архитектуры Саратовского исполнительного комитета городского Совета депутатов трудящихся (народных депутатов), одновременно — главный архитектор города Саратова.
1983—1987 гг. и 1992—1996 гг. — был председателем правления Саратовской организации Союза архитекторов.
1965—1980 гг. был членом центрального правления Союза архитекторов СССР.
Член-корреспондент Российской Академии архитектуры и строительных наук.
С мая 1958 г. — член Коммунистической партии Советского Союза (КПСС), с 1996 г. — член Коммунистической партии Российской Федерации (КПРФ).
Умер 16 февраля 2002 г. в городе Саратове, похоронен на Елшанском кладбище (участок № 3-Б).

## Память
В увековечение памяти архитектора Юрия Ивановича Менякина его именем названы:
- улица в посёлке «Юбилейный» — новом микрорайоне города Саратова, расположенном недалеко от мемориала «Журавли»[1];
- аудитория в Саратовском государственном техническом университете[2].

На Соколовой горе у входа мемориального комплекса «Журавли» установлена плита с краткой информацией об авторе Мемориала — Ю. И. Менякине..
На доме по Набережной Космонавтов, где около 40 лет жил Ю. И. Менякин, установлена мемориальная доска.
Имя Ю. И. Менякина занесено в Книгу Памяти Саратовской области «Они сражались за Родину».
О жизненном пути Ю. И. Менякина снят документальный фильм (автор — Анна Ивановна Ховайко).
В 2015 году вышла книга, посвящённая живописному и графическому творчеству: Менякин Юрий Иванович. — Саратов, 2015. — 152 с. — ISBN 978-5-9904233-9-8 .
Мемориальная квартира архитектора Менякина Ю. И. в г. Саратове на улице Набережной Космонавтов, в доме 5, в которой сохранилась в неизменном виде обстановка периода жизни в ней архитектора Менякина, с 2022 года служит для проведения экскурсий — лекций по различным темам связанным с жизнью и творчеством Менякина Ю. И.. Мероприятия проводит его сын — Менякин И. Ю..

## Творческое наследие

### Основные реализованные проекты
1. Застройка проспекта Ленина в г. Волгограде (1956)
2. Центральный парк культуры и отдыха в г. Волгограде (1958—1960)
3. Проект планировки заканальной части г. Волгограда (1960)[5]
4. Цирк в г. Волгограде (1960)
5. Драматический театр в г. Саратове (1965) (руководитель творческого коллектива)
6. Здание Облисполкома в г. Саратове (1965)[5] (руководитель творческого коллектива)
7. Памятник воинам умершим от ран на Воскресенском кладбище г. Саратова (1966)
8. Дворец пионеров в Ленинском районе г. Саратова (1967) (руководитель творческого коллектива)
9. Памятник В.Ленину (1970, скульптор Кибальников А. П.)[5]
10. Памятник К.Федину (1980, скульптор Кибальников А. П.)[5]
11. Проект реконструкции центральной части г. Саратова (1974) (в составе авторского коллектива института «Гипрогор»)
12. Мемориальный комплекс воинам-саратовцам, погибшим на фронтах Великой Отечественной войны 1941—1945 гг. «ЖУРАВЛИ». (1983)
13. Пешеходная зона центра г. Саратова (1985)[5] (руководитель творческого коллектива)
14. Проект реставрации церкви «Утоли мои печали» (с восстановлением крестов)
15. Проект реставрации Свято — Троицкого собора (с восстановлением позолоты куполов)
16. Проект реконструкции церкви в селе Слепцовка Саратовской области (1969)

### Статьи и публикации
1. «Пятый съезд архитекторов СССР» («Стройиздат», 1973 г., Москва, стр. 144—145)
2. «Новый жилой район» («Жилищное строительство», № 9, 1962 г., Москва);
3. «Город рождается заново» (газета «Коммунист», июль 1963 г., Саратов);
4. «В поисках архитектурного образа» («Архитектура СССР» ноябрь 1972 г., Москва);
5. «Разумно ли искать оправдания?» (Литературная газета, 1972 г. 19 апреля, Москва);
6. «Архитектура возможностей» (Литературная газета, 1975 г. 12 ноября, Москва);
7. «Пути развития современной архитектуры» (Строительная газета", 1975 г. 16 февраля, Москва);
8. «Каменные вариации времени» (газета «Заря молодёжи», 1985 г. 26 ноября, Саратов).

### Графика и живопись
Ю. И. Менякин написал более 300 акварелей. Большое внимание (более 50 работ) в своем творчестве уделял русской православной церкви. Выставки: в Музее боевой славы (2004), в Доме архитекторов (февраль 2008), в художественном салоне СГТУ (январь 2009), в Саратовском областном музее краеведения (2013). Первая выставка состоялась в Российской Академии Архитектуры и Строительных наук.

## Награды
- Заслуженный архитектор РСФСР (27 ноября 1975) — за заслуги в области советской архитектуры[8]

1. Орден Красной Звезды
2. Орден Отечественной войны 1-й и 2-й степени
3. Орден Трудового Красного Знамени
4. Медаль «За победу над Германией в Великой Отечественной войне 1941—1945 гг.»
5. Медаль «За взятие Кенигсберга»
6. Медаль «Двадцать лет Победы в Великой Отечественной войне 1941—1945 гг.»
7. Юбилейная медаль «За доблестный труд в ознаменовании 100-летия со дня рождения Владимира Ильича Ленина»
8. Юбилейная медаль «Тридцать лет Победы в Великой Отечественной войне 1941—1945 гг.»
9. Медаль «50 лет Вооруженных Сил СССР»
10. Медаль «60 лет Вооруженных Сил СССР»
11. Медаль «Ветеран труда»
12. Юбилейная медаль «Сорок лет Победы в Великой Отечественной войне 1941—1945 гг.»